# تاتیانا ماخموریان
تاتیانا «تاگوهی» لوونی ماخموریان (ماخموروا) (ارمنی: Տատյանա (Թագուհի) Լևոնի Մախմուրյան (Մախմուրովա)؛ انگلیسی: Tatyana Makhmuryan؛ ۲۲ سپتامبر ۱۹۱۰ – ۱۰ ژوئیهٔ ۱۹۸۹) یک بازیگر اهل ارمنستان بود. وی بین سال‌های ۱۹۲۹ تا ۱۹۸۸ میلادی فعالیت می‌کرد.

## گزیده فیلمشناسی
از فیلم‌ها یا برنامه‌های تلویزیونی که وی در آن نقش داشته‌است می‌توان به گیکور، پپو، داویت بک، اشاره کرد.